# Hymenorchis serrata
Hymenorchis serrata är en orkidéart som beskrevs av Rudolf Schlechter. Hymenorchis serrata ingår i släktet Hymenorchis och familjen orkidéer. Inga underarter finns listade i Catalogue of Life.